# نیتریلیمین
نیتریلیمین یا نیتریل آمیدها رده ای از ترکیب‌های آلی اند که یک گروه عاملی مشترک با ساختار کلی R-CN-NR را به اشتراک می‌گذارند و مطابق با باز مزدوج یک آمین پیوندخورده به N (انتهایی) یک نیتریل اند.
نیتریلیمین نخستین بار در تجزیهٔ گرمایی ۲-تترازول در آزادسازی نیتروژن، مشاهده شد:

| Scheme 2. Nitrilimine formation | \| \| \| \| \| \| \| \| | (6) |
|                                 |                         |     |
|                                 |                         |     |